# Sidney Crosby
Sidney Patrick Crosby (Cole Harbour, Új-Skócia, 1987. augusztus 7. –) profi kanadai jégkorongozó. A National Hockey League-ben szereplő Pittsburgh Penguins csapatkapitánya, amely a 2005-ös NHL-drafton az első helyen választotta ki. Tagja a Tripla Arany Klubnak vagyis nyert világbajnoki aranyat, olimpiai aranyat és Stanley-kupát. Ő az első, aki mindhármat csapatkapitányként nyerte. 2016-ban az újra megrendezett világkupát is megnyerte, és ismét, mint csapatkapitány emelhette magasba a trófeát, valamint az MVP is ő lett.

## Életrajza
Sidney Crosby 1987. augusztus 7-én született a Új-Skóciában található Cole Harbourban. Édesanyja Tina Forbes-Crosby, édesapja Troy Crosby, húga Taylor 9 évvel fiatalabb nála. A szezon alatt a Lemieux családnál lakott Sewickley-ben, Pennysylvania államban. 2006 nyarán meg vette első saját házát Halifaxban.
Édesapja hokikapusként a Verdun Junior Canadien csapatában játszott a Québec Major Junior Hockey Leagueben és az 1985-ös Memorial-kupán. 1984-ben draftolta a Montréal Canadiens, de fiával ellentétben soha sem játszott az NHL-ben.
Gyerekként, Sidney csodálta Steve Yzerman játékát és apjához hasonlóan Montréal Canadiens szurkoló volt. Mezszáma születési éve miatt a 87. 2007-ben évi 8.7 millió dollárért írt alá. A Ligában még a Donald Brashear viselte 87-es számú mezt, azóta senki.
12 és 15 éveskora között az Astral Drive Junior High School nevű iskolába járt, ahol kitűnő tanuló volt (A). 15 évesen Stattuck Saint-Mary nevű iskolában tanult tovább Minnesotában (Faribault).
Első NHL szezonja alatt Gare Joyce megjelentette önéletrajzi könyvét: Sidney Crosby: Taking the Game by strom. 2005-ben a GQ Magazine félmeztelen fotókat közölt róla. 2007-ben a Time magazin beválasztotta a 100 legbefolyásosabb embere közé. Crosby-t exkluziv szerződés köti a Reebok-hoz, 2007-ben megtervezte saját kollekcióját.

## Pályafutása

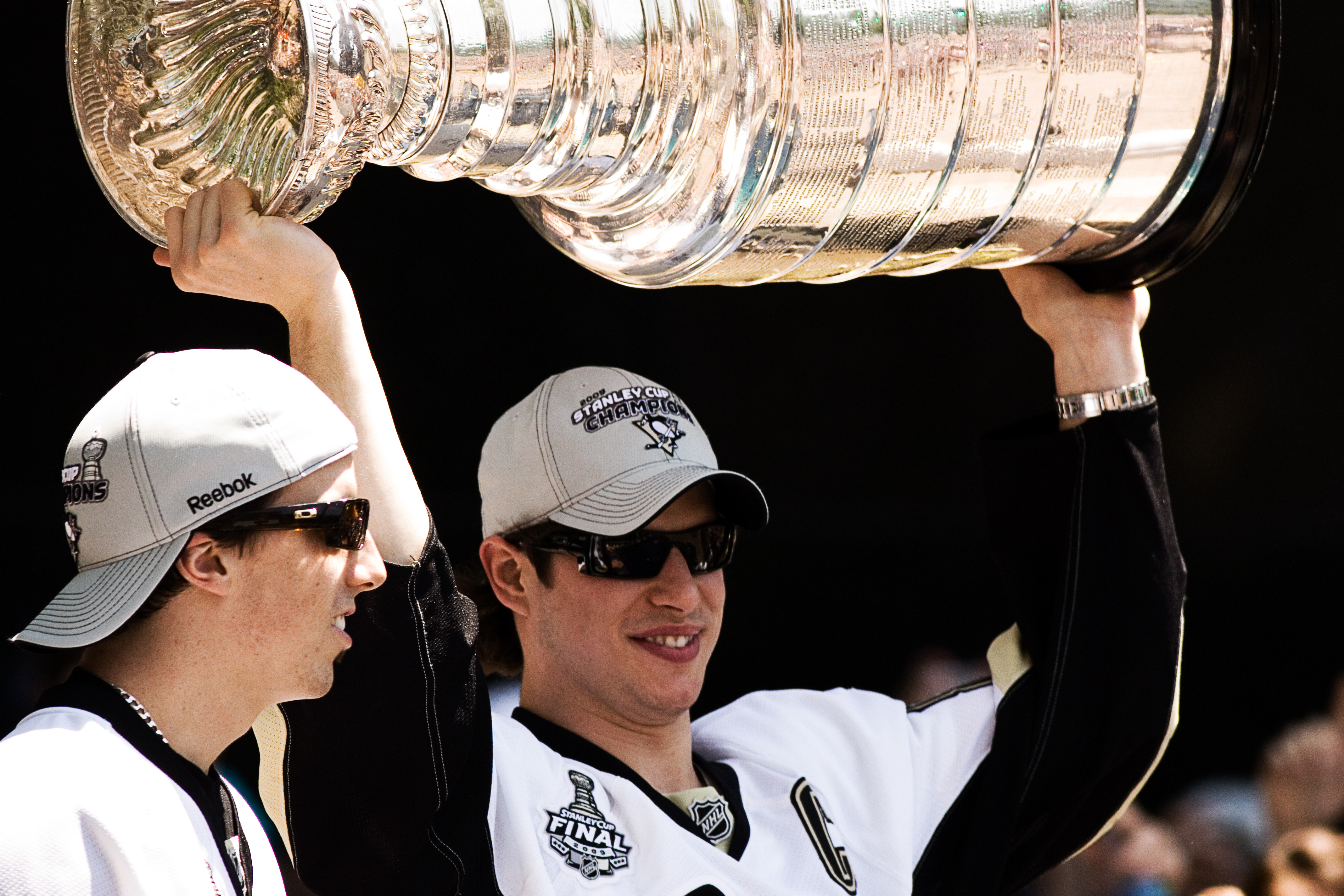
Crosby a kupával

Az első NHL szezonját hatodik legeredményesebb játékosként 102 ponttal (39 gól, 63 passz) fejezte be. A második bajnoki éve alatt 120 pontot ért el, ezzel a liga legjobbjaként az Art Ross-trófeát nyerte el. Ő lett a legfiatalabb és az egyetlen tinédzser, aki valaha díjat nyert az Észak-Amerikai profi jégkorong ligában. Ugyanebben a szezonban elnyerte a Hart-emlékkupát és a Ted Lindsay-díjat. A hetedik játékos az NHL történetében akinek egy szezon alatt sikerült mind a három fontos egyéni díjat megnyernie.
Sidney kétévesen kezdett el hokizni a saját pincéjükben, tönkre tette a ruhaszárítógépet, hogy azt kapunak használhassa. Háromévesen tanult meg korcsolyázni. Hétévesen adta az első nyilatkozatát egy helyi újság számára. 13 éves korában Nova Scotia Minor Hockey konzulja nem engedélyezte számára, hogy a 17 évesek között játsszon. Ezért családját perbe fogták, amit elvesztettek. 14 évesen részt vett a CBC hoki napján majd 217 pontot ütött a szezon alatt a Midget Team AAA, Dartmourth Metros színében, ezzel másodikak lettek a Air Kanada Kupán. Az MVP díjat és a gólkirályi címet is elnyerte, miután 18 pontig jutott 5 mérkőzés alatt. 2002-2003-as szezon alatt Sidney a Shattuck-Saint Mary Broading Schoolba, Minnesotába járt. Ez alatt végig vezette az Amerikai nemzeti bajnokság góllövő listáját.

## Statisztika

### Klubcsapat statisztika
| 1999–2000 | Cole Harbour Red Wings | Peewee AAA | ~70   | —   | —   | ~200  | —   | —   | —  | —   | —   | —  |
| 1999–2000 | Cole Harbour Red Wings | Bantam AAA | 1     | 1   | 3   | 4     | —   | —   | —  | —   | —   | —  |
| 2000–2001 | Cole Harbour Red Wings | Bantam AAA | 63    | 86  | 96  | 182   | —   | 5   | 10 | 6   | 16  | —  |
| 2001–2002 | Dartmouth Subways      | Midget AAA | 74    | 95  | 98  | 193   | 114 | 7   | 11 | 13  | 24  | 0  |
| 2002–2003 | Shattuck St. Mary's    | USHS       | 57    | 72  | 90  | 162   | 104 | —   | —  | —   | —   | —  |
| 2003–2004 | Rimouski Océanic       | QMJHL      | 59    | 54  | 81  | 135   | 74  | 9   | 7  | 9   | 16  | 10 |
| 2004–2005 | Rimouski Océanic       | QMJHL      | 62    | 66  | 102 | 168   | 84  | 13  | 14 | 17  | 31  | 16 |
| 2005–2006 | Pittsburgh Penguins    | NHL        | 81    | 39  | 63  | 102   | 110 | —   | —  | —   | —   | —  |
| 2006–2007 | Pittsburgh Penguins    | NHL        | 79    | 36  | 84  | 120   | 60  | 5   | 3  | 2   | 5   | 4  |
| 2007–2008 | Pittsburgh Penguins    | NHL        | 53    | 24  | 48  | 72    | 39  | 20  | 6  | 21  | 27  | 12 |
| 2008–2009 | Pittsburgh Penguins    | NHL        | 77    | 33  | 70  | 103   | 76  | 24  | 15 | 16  | 31  | 14 |
| 2009–2010 | Pittsburgh Penguins    | NHL        | 80    | 51  | 58  | 109   | 69  | 13  | 6  | 13  | 19  | 6  |
| 2010–2011 | Pittsburgh Penguins    | NHL        | 41    | 32  | 34  | 66    | 31  | —   | —  | —   | —   | —  |
| 2011–2012 | Pittsburgh Penguins    | NHL        | 22    | 8   | 29  | 37    | 14  | 6   | 3  | 5   | 8   | 9  |
| 2012–2013 | Pittsburgh Penguins    | NHL        | 36    | 15  | 41  | 56    | 16  | 14  | 7  | 8   | 15  | 8  |
| 2013–2014 | Pittsburgh Penguins    | NHL        | 80    | 36  | 68  | 104   | 46  | 13  | 1  | 8   | 9   | 4  |
| 2014–2015 | Pittsburgh Penguins    | NHL        | 77    | 28  | 56  | 84    | 47  | 5   | 2  | 2   | 4   | 0  |
| 2015–2016 | Pittsburgh Penguins    | NHL        | 80    | 36  | 49  | 85    | 42  | 24  | 6  | 13  | 19  | 4  |
| 2016–2017 | Pittsburgh Penguins    | NHL        | 75    | 44  | 45  | 89    | 24  | 24  | 8  | 19  | 27  | 10 |
| 2017–2018 | Pittsburgh Penguins    | NHL        | 82    | 29  | 60  | 89    | 46  | 12  | 9  | 12  | 21  | 6  |
| 2018–2019 | Pittsburgh Penguins    | NHL        | 79    | 35  | 65  | 100   | 36  | 4   | 0  | 1   | 1   | 2  |
| 2019–2020 | Pittsburgh Penguins    | NHL        | 41    | 16  | 31  | 47    | 15  | 4   | 2  | 1   | 3   | 0  |
| 2020–2021 | Pittsburgh Penguins    | NHL        | 55    | 24  | 38  | 62    | 26  | 6   | 1  | 1   | 2   | 2  |
| NHL       | NHL                    | NHL        | 1,039 | 486 | 839 | 1,325 | 699 | 174 | 69 | 122 | 191 | 81 |

### Nemzetközi karrier statisztika
| Év                  | Csapat              | Esemény               | Eredmény            |    | Msz | G  | A  | P  | B |
| ------------------- | ------------------- | --------------------- | ------------------- | -- | --- | -- | -- | -- | - |
| 2003                | Kanada              | U18-as világkupa      | 4. hely             | 5  | 4   | 2  | 6  | 10 |   |
| 2004                | Kanada              | U20-as világbajnokság | Ezüstérem           | 6  | 2   | 3  | 5  | 4  |   |
| 2005                | Kanada              | U20-as világbajnokság | Aranyérem           | 6  | 6   | 3  | 9  | 4  |   |
| 2006                | Kanada              | Világbajnokság        | 4. hely             | 9  | 8   | 8  | 16 | 10 |   |
| 2010                | Kanada              | Olimpia               | Arany               | 7  | 4   | 3  | 7  | 4  |   |
| 2014                | Kanada              | Olimpia               | Arany               | 6  | 1   | 2  | 3  | 0  |   |
| 2015                | Kanada              | Világbajnokság        | Aranyérem           | 9  | 4   | 7  | 11 | 2  |   |
| 2016                | Kanada              | Világkupa             | Aranyérem           | 6  | 3   | 7  | 10 | 0  |   |
| Junior összesített  | Junior összesített  | Junior összesített    | Junior összesített  | 17 | 12  | 8  | 20 | 18 |   |
| Felnőtt összesített | Felnőtt összesített | Felnőtt összesített   | Felnőtt összesített | 37 | 20  | 30 | 47 | 16 |   |

## Sikerei, díjai
- QMJHL All-Rookie Csapat: 2004
- QMJHL Első All-Star Csapat: 2004, 2005
- RDS-kupa: 2004
- Michel Brière-emlékkupa: 2004, 2005
- Jean Béliveau-trófea: 2004, 2005
- Michael Bossy-trófea: 2005
- Paul Dumont-trófea: 2004, 2005
- Guy Lafleur-trófea: 2005
- Michel Bergeron-trófea: 2004
- Telus-kupa (támadójátékos): 2004, 2005
- Kanadai Major Junior Első All-Star Csapat: 2004, 2005
- Az Év Újonca (CHL) díj: 2004
- Az Év Játékosa (CHL) díj: 2004, 2005
- Memorial-kupa All-Star Csapat: 2005
- Ed Chynoweth-trófea: 2005
- NHL All-Rookie Csapat: 2006
- NHL Első All-Star Csapat: 2007, 2013, 2014
- Art Ross-trófea: 2007, 2014
- Ted Lindsay-díj: 2007, 2014
- Hart-emlékkupa: 2007, 2014
- Conn Smythe-trófea: 2016, 2017
- NHL All-Star Gála: 2007, 2008†, 2009†, 2011†, 2015†, 2017, 2018, 2019
- NHL All-Star Gála MVP: 2019
- Lionel Conacher-díj: 2007, 2009
- Lou Marsh-trófea: 2007, 2009
- Stanley-kupa: 2009, 2016, 2017
- Maurice „Rocket” Richard-trófea: 2010, 2016
- Mark Messier Leadership Award: 2010
- Olimpiai aranyérem: 2010, 2014
- Világbajnoki aranyérem: 2015
- Világkupa aranyérem: 2016